# محمد الأمارة
محمد الأمارة (من مواليد 26 فبراير 1992) هو حكم كرة قدم فنلندي مدرج لدى الاتحاد الدولي لكرة القدم (الفيفا). تم اختياره كأفضل حكم في الدوري الفنلندي الممتاز في ستة مواسم متتالية (2018-2023)، بتصويت لاعبي الدوري. يقيم الأمارة حاليًا في هلسنكي.

## النشأة
والدا محمد من جنوب العراق، وأُجبروا على الفرار من البلاد في عام 1991. وانتهى بهم الأمر في مخيم للاجئين في رفحاء بالمملكة العربية السعودية، حيث ولد محمد في العام التالي. انتقل مع عائلته إلى كووبيو، فنلندا في عام 1994 في سن مبكرة، حيث بدأ لعب كرة القدم عندما كان في الخامسة من عمره. بعد انتقال العائلة إلى توركو، فنلندا، واصل محمد لعب كرة القدم في قطاعات الشباب في نادي تورون نابولاليجا (TuNL) ونادي إنتر توركو. وفي وقت لاحق انتقلت العائلة إلى حي فاريسو في توركو. كان محمد جزءًا من فريق إنتر توركو تحت 17 عامًا، والذي فاز ببطولة فنلندا تحت 17 عامًا. كما لعب في الدرجة الثالثة لنادي كاكونن، قبل أن ينهي مسيرته الكروية في عام 2011.

## مسيرته التحكيمية

### محلياً
بدأ محمد التحكيم في عام 2012، وبعد عامين أصبح حكمًا في كاكونين. انتقل إلى نادي إيكونن في الدرجة الثانية في عام 2016. في 26 أغسطس 2017، ظهر لأول مرة في الدوري الفنلندي الممتاز في مباراة بين سينايوين يالكابالوكيرهو ويوفاسكولا. في موسم 2018 في يوكوينن، في مباراة بين هكا وكي تي بي في ملعب تهتان كنتا، فالكياكوسكي، أوقف محمد المباراة مؤقتًا وأمر الفريقين بالذهاب إلى غرف تبديل الملابس لمدة 10 دقائق، بعد أن استخدم أحد المتفرجين عبارات عنصرية ولغة مسيئة ضد لاعب بشكل متكرر، وقد تم تحذيرهم منها أولاً. وفي وقت لاحق، تم إخراج المتفرج من الملعب، وتمكنت المباراة من الاستمرار.
اعتبارًا من بداية موسم 2024، أدار محمد 102 مباراة في الدوري الفنلندي الممتاز.

### دولياً
منذ عام 2021، أصبح محمد الإمارة حكماً دولياً مسجلاً لدى الفيفا. في 6 يونيو 2021، تم تعيينه الحكم الرابع في مباراة دولية ودية بين الدنمارك والبوسنة والهرسك. في سبتمبر 2023، أدار محمد مباراة في دوري أبطال أوروبا للشباب 2023–24. في 9 نوفمبر 2023، تم تعيين محمد حكمًا لمباراة دور المجموعات في دوري المؤتمر الأوروبي 2023–24 بين نوردشيلاند وسبارتاك ترنافا. في 30 نوفمبر 2023، تم تعيينه أيضًا حكمًا لمباراة دور المجموعات في دوري أبطال أوروبا بين تشوكاريتشكي وفيرينتسفاروشي.

## حياته الشخصية
محمد هو أيضًا مترجم من حيث المهنة.
لقد تحدث بشكل نشط عن العنصرية وعدم المساواة في كرة القدم وفي المجتمع، وعن سلامة الحكام واحترامهم. حصل على جائزة الصحة النفسية من مؤسسة MIELI Ry في عام 2023، لعمله ضد العنصرية.
تلقى محمد دعوة من رئيس فنلندا ساولي نينيستو لحضور حفل استقبال بمناسبة يوم استقلال فنلندا في عام 2023.

## الأوسمة

### فردي
- الدوري الفنلندي الممتاز: أفضل حكم لعام 2018، 2019، 2020، 2021، 2022، 2023
- الاتحاد الفنلندي لكرة القدم : حكم العام 2023[1]

## روابط خارجية
- محمد الامارة على موقع اتحاد فنلندا لكرة القدم